# Sous-genres de la romance
Les sous-genres de la romance sont des tendances qui peuvent être distinguées au sein du genre général de la romance et qui correspondent à des types d'univers, d'intrigues ou de traitements littéraires différents.

## Les principaux sous-genres

### Romance contemporaine
La romance contemporaine (contemporary romance) est le sous-genre le plus connu et le plus publié à travers le monde. Ses intrigues débutent après la Seconde Guerre mondiale mais se situent en règle générale au moment où les auteurs les ont écrites, elles reflètent donc les mœurs de leur temps. Beaucoup de romances deviennent progressivement démodées aux yeux des nouveaux lecteurs et cessent d'être publiées. Ainsi, les héroïnes dans les romances contemporaines écrites avant les années 1970 quittaient habituellement leurs emplois lorsqu'elles se mariaient ou avaient des enfants tandis que dans les romances ultérieures, elles poursuivent leurs carrières. Elles sont publiées sous deux formes : le roman sériel (pas plus de 55 000 mots et 200 pages) et le roman de « littérature générale » (pas de limite établie).
Plus de la moitié des romances publiées aux États-Unis en 2004 (1 468 sur un total de 2 285 livres) correspondent à des romances contemporaines.
Les intrigues principales sont diverses : histoires d'amour internationales, amour au travail (workplace romance), amour en vacances (holiday romance), glamour et Jet Set, enfants (ce sous-genre inclut les grossesses, bébés et enfants ; les intrigues qui reviennent régulièrement sont le désir d'enfant insatisfait, l'aventure d'une nuit qui débouche sur une grossesse inattendue, les orphelins à prendre en charge, etc. ; l'un des obstacles pour imaginer des histoires dans ce sous-genre est de faire face à l'augmentation continue de femmes qui élèvent leurs enfants sans partenaire) et histoire de cow-boys. Le « Friends to Lovers » (d'amis à amants) est également une intrigue romantique courante, dans laquelle deux personnes liées par une amitié établie tombent amoureux. À l'inverse de celui-ci, l'« enemies to lovers » (d'ennemis à amants) est un sous-genre dans lequel deux personnages se détestent avant de développer peu à peu des sentiments. 

### Univers médical
Il constitue également une sous-catégorie de la fiction médicale. Les histoires se déroulent dans un milieu médical ou hospitalier, le plus souvent en médecine générale, aux urgences, en gynécologie obstétrique et dans les services de secours médical par hélicoptère,.
Les personnages masculins principaux sont pratiquement toujours des médecins, de premier recours ou de première ligne, urgentistes ou chirurgiens et quelquefois obstétriciens/néonatalogues ou pédiatres. Les protagonistes féminins sont le plus souvent médecins mais également infirmières. Elles travaillent en priorité en obstétrique/néonatologie, en formation ou en tant que médecins-résidents en chirurgie, anesthésie voire aux urgences. Les médecins sont tous décrits comme ingénieux ; les hommes habituellement grands, costauds et bien sculptés, tandis que les infirmières sont solides et attentionnées.
Les patients permettent de développer des sous-intrigues. Ils parviennent à guérir la plupart du temps, en dépit de la gravité de leurs blessures ou de leur maladie. Toutefois, il est rare qu'une histoire inclut une relation entre un médecin et une patiente ou une infirmière et un patient. En effet, les auteurs respectent le code existant dans le milieu médical qui déconseille aux professionnels de la santé d'entretenir des relations privées avec des patients. Les romances contiennent fréquemment des histoires de grossesses et d'enfants. Néanmoins, la réalité dans le secteur médical est, en règle générale, loin d'être aussi romantique qu'elle est dépeinte dans ce sous-genre de la fiction.
En France, elles sont quasi exclusivement publiées dans la collection « Blanche » des éditions Harlequin. Les couvertures sont identifiables par leur couleur verte.

### Romance policière
La romance policière ou « suspense romantique » (romantic suspense) est un mélange d'une romance avec un polar. Il implique une intrigue ou un mystère que les protagonistes doivent résoudre. En règle générale, l'héroïne est victime d'une agression ou d'une tentative de meurtre et collabore avec le héros, qui évolue essentiellement dans un milieu où il peut servir de protecteur, comme un officier de police, un agent du FBI, un garde du corps ou un marine,. À la fin du roman, l'énigme est résolue et l'interaction entre le héros et l'héroïne a évolué en une relation solide.
La romance policière doit également placer le développement d'une relation entre les protagonistes au cœur de l'histoire. La relation « doit influencer chaque décision qu'ils prennent et accroître la tension du mystère tandis qu'elle propulse l'histoire. De son côté, les événements du suspense doivent directement affecter la relation et faire avancer l'histoire,. » Les romances policières ont tendance à utiliser un style plus « épuré », sans les descriptions « émotionnelles et intimes » utilisées dans la majorité des romances traditionnelles. Comme le mystère représente un aspect crucial de l'histoire, ces romances sont beaucoup plus dirigées par l'intrigue que par les personnages.
Ce mélange de romance et de mystère a notamment été réussi par Mary Stewart, qui a écrit dix romans entre 1955 et 1967. Stewart a été l'une des premières à combiner les deux genres, maintenir un suspense tout en concentrant l'histoire sur la quête amoureuse entre deux personnes. Dans ses romans, la méthode de résolution du mystère « aide à éclairer » la personnalité du héros, tout en amenant l'héroïne à tomber amoureuse de lui. Certains auteurs comme Amanda Quick ont élargi le genre pour l'inclure dans des romances historiques.
L'une des astuces narratives régulièrement utilisées dans les romances policières est l’amnésie (le plus souvent celle de l'héroïne). Cette perte de mémoire peut également concerner celle des relations passées (en particulier celle du héros et de l'héroïne).

### Romance gothique
La romance gothique (Gothic romance) est un sous-genre dérivé des romans gothiques, ex. : Le Jardin des secrets de Kate Morton. Son inventrice serait Daphné du Maurier avec Rebecca en 1938, qui sera adapté en film par le fameux Hitchcock deux ans plus tard en 1940. Puis, l'engouement pour ce type de romances débutera véritablement dans les années 60 avec la parution de La châtelaine de Mont-Mellyn de Victoria Holt.

### Romance historique

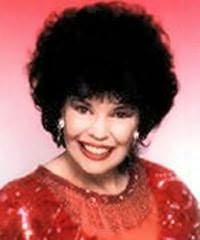
, auteur de romances historiques

Sous-genre du roman historique, la romance ou roman d'amour historique est créée par Georgette Heyer au début du XXe siècle et développée par Kathleen Woodiwiss en 1972. Ses histoires se déroulent avant la Seconde Guerre mondiale mais incluent des attitudes et même souvent des dialogues contemporains.
C'est le deuxième sous-genre le plus populaire, après le contemporain. La romance historique met en scène une fiction narrant la rencontre ainsi que le développement d'une histoire d'amour entre deux personnages, dans un cadre historique mais les évènements de l'Histoire y occupent une place secondaire.
La saga la plus connue de ce sous-genre correspond à La Chronique de Bridgerton et cela grâce notamment à l'adaptation en série sortie sur Netflix en 2020. Chaque tome correspond à un membre de la famille Bridgerton qui vit aux XIXe siècle à Londres.

### Romance paranormale
La romance paranormale (paranormal romance) est un sous-genre littéraire de la romance avec du surnaturel. Elle mélange une fiction romantique avec des éléments qui relèvent traditionnellement de la fantasy, du fantastique ou de l'horreur. Elle est également appelée par l'anglicisme bit lit, pouvant être traduit par littérature mordante, en référence à la morsure des créatures fantastiques. Il existe sous les deux formats : roman sériel ou roman de littérature générale. Les histoires les plus répandues sont celles qui développent des relations romantiques entre des humains et des vampires, loup-garous, fantômes et autres créatures fantastiques (fées, elfes, etc.) ainsi que des voyages dans le temps. La romance paranormale peut également concerner des personnages d'apparence normale mais dotés de pouvoirs psychiques tels que la télékinésie ou la télépathie. Elle trouve ses racines dans le roman gothique. Sa reprise la plus récente a été stimulée par la technologie de fin de siècle, comme internet et la cyberédition. Comme toutes les romances, ce genre littéraire possède un invariant : l'histoire d'amour entre les personnages principaux constitue le sujet central. Il est recommandé par les éditeurs que les éléments de l'intrigue consacrés à l'histoire d'amour constituent entre 40 % et 60 % du récit. Contrairement aux romans de romantic fantasy, les intrigues ne se déroulent pas dans des mondes totalement imaginaires, issus d'un lointain passé ou de contes merveilleux.
Ces romances mélangent souvent des éléments d'autres sous-genres, y compris le roman policier ou la chick lit, avec des thèmes fantastiques. Certaines se déroulent uniquement dans le passé et sont conçus comme des romances historiques. D'autres proposent des voyages dans le temps où le héros ou l'héroïne est transporté dans le passé ou le présent. Entre 2002 et 2004, le nombre de romances paranormales publiées aux États-Unis a doublé en passant à 170 livres publiés par an (sur un total d'environ 2 200 romances tous genres confondus). Un roman à succès dans ce sous-genre peut se vendre à 500 000 exemplaires.

#### Time Travel
La romance time travel (« voyage dans le temps ») apparaît à la fin des années 1980. La particularité de ce sous-genre est d'être inclassable ; il fait le lien entre la romance contemporaine et la romance historique. Ce type de roman constitue une version de l'histoire classique du « poisson hors de l'eau » : le héros ou l'héroïne doit survivre dans une autre époque que la sienne. Le voyage le plus courant est celui de l'héroïne contemporaine qui se retrouve transportée dans le passé où elle fait la connaissance du héros. L'autre type de voyage est celui du héros du passé qui se déplace dans le présent pour rencontrer l'héroïne. La réussite du roman tient dans la façon dont réagissent les personnages face à leur expérience. Ils découvrent les différences (de mentalité ou matérielles) qui existent dans leur époque respective. Certains auteurs choisissent de terminer leurs romans sans fin heureuse, en laissant leurs personnages pris aux piège dans des époques différentes et dans l'impossibilité d'être ensemble, au grand mécontentement de nombreux lecteurs du genre,. Ceci n'empêche pas ces romans de connaître le succès, comme en témoigne celui de Vint un chevalier de Jude Deveraux.

#### Vampires

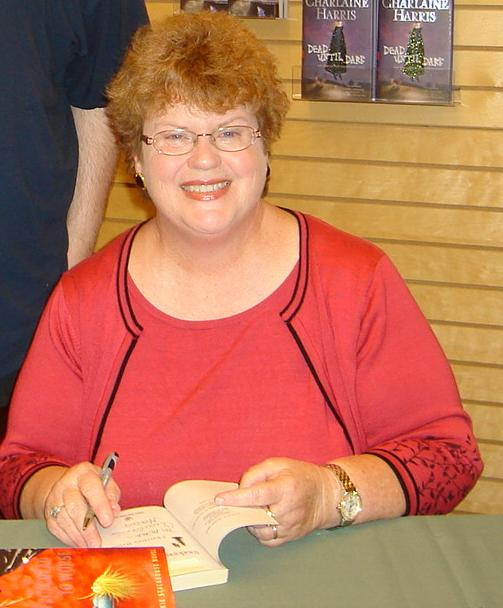
Charlaine Harris auteur de romances vampires : La Communauté du Sud.

Dans une romance, le vampire possède un charme imprescriptible : archétype du bad boy (« mauvais garçon »), il est indissociable de la métaphore du sang et de l'attrait de l'amour éternel. Le meurtre et la peur en sont le revers.
Les romances mettant en scène des vampires (vampire romance) connaissent une popularité grandissante depuis les années 1990. Cela se traduit notamment par l'adaptation en 2008 par la chaîne américaine HBO de la série de romans La Communauté du Sud de l'écrivain américain Charlaine Harris, en série télévisée sous le nom de True Blood.

### Romantic fantasy
La romantic fantasy (ou fantasy romance) est un sous-genre de la littérature fantasy. Il décrit une histoire fantasy en utilisant un grand nombre d'éléments et de règles des romances. Elle est publiée conjointement dans des collections fantasy et sentimentales. Certains éditeurs distinguent la fantasy romance, qui est plus proche d'une romance contemporaine avec des éléments fantasy, de la romantic fantasy qui met davantage l'accent sur la fantasy. Ce sous-genre est parfois connu sous le nom de romantasy qui désigne simplement la combinaison des mots romances et fantasy.

### Romance futuriste
La première romance futuriste (science-fiction romance), lancée par un éditeur de romans d'amour, est Sweet Starfire de Jayne Ann Krentz. Elle paraît en 1986 et devient un « classique road trip dans la romance » dont l'action se déroule dans une galaxie éloignée. Le véritable engouement pour cette romance futuriste ou de science-fiction date de l'année 2000. Krentz attribue cette popularité au fait que ces livres « sont au fond, des romances historiques classiques qui se déroulent simplement dans d'autres mondes »,.
Comme la romantic fantasy, ce sous-genre est une romance qui prend place dans une histoire qui pourrait d'un autre côté être classée en tant que récit de science-fiction. Un exemple classique de ce type de romans est la trilogie de Johanna Lindsey, Warrior's Woman. Les héros sont souvent des envahisseurs d'autres planètes ou des pilotes de l'espace.
Sous le pseudonyme de J.D. Robb, Nora Roberts a publié une série de romances futuristes combinées au sous-genre romance policière. Ces livres constituent la série Lieutenant Eve Dallas (In Death (en)), où l'héroïne, l'officier de police Eve Dallas (en) et son mari Roarke (en) évoluent à New York au milieu du XXIe siècle. Au Baccalauréat de l'année 2008, un extrait d’Aux sources du crime (Origin in Death (en)), le 24e tome de cette série, a été choisi dans l'épreuve de langue vivante 2 (anglais) des séries S et L.

### Romance spirituelle
La romance spirituelle ou religieuse (inspirational romance) associe une histoire d'amour avec des valeurs et des croyances chrétiennes. En 2004, 167 romances sont publiées dans ce sous-genre aux États-Unis. En règle générale, ces romans ne comprennent pas de violence gratuite ni de jurons et la relation amoureuse des personnages principaux reste chaste. Le sexe, s'il est présent, n'est pas explicitement évoqué. La majorité des romances de ce sous-genre ont pour thème central (autre que l'histoire d'amour) la foi du héros ou de l'héroïne. Il s'agit donc d'« un triangle : l'homme, la femme et leur relation vis-à-vis de Dieu »,. Les thèmes comme le pardon, l'honnêteté et la fidélité sont les plus communément admis.
Les premières publications de ce type de romances débutent peu de temps après l'élection présidentielle de Ronald Reagan aux États-Unis en 1980, lorsque Silhouette lance sa série Silhouette Inspirations. Les livres visent les chrétiens born again et sont vendus dans des boutiques religieuses. La série Silhouette Inspirations est arrêtée après l'acquisition de Silhouette par Harlequin en 1984 car elle n'est pas rentable. Néanmoins, des éditeurs chrétiens (protestants et évangéliques) continuent de produire ce type de romances, qu'elles soient historiques ou contemporaines. La tendance générale de ce sous-genre penche vers un certain conservatisme. Hormis quelques exceptions, ces romances expriment un point de vue religieux fondamentaliste plutôt que des opinions progressistes. Il n'existe pas de terme spécifique en français pour les désigner.

### Romance multiculturelle
La romance multiculturelle ou ethnique (multicultural romance) comprend un héros et/ou une héroïne qui est afro-américain, bien que certaines séries multiculturelles peuvent également contenir des héros ou héroïnes asiatiques ou hispaniques voire des relations interraciales. C'est en 1984 qu'Harlequin publie pour la première fois une romance mettant en scène des héros afro-américains, Adam and Eva de Sandra Kitt (en). Celle-ci devient également leur premier auteur noir. La première série de romances multiculturelles, Arabesque, est créée par Kensington Books en 1994. Bet Books rachète la série en 1998 et le nombre de nouveaux auteurs publiés s'accroît chaque année. Bet adapte également des romances Arabesque sous forme de téléfilms pour la télévision. Dans l'ensemble, les romances afro-américaines ne diffèrent pas des autres sous-genres. Les personnages sont bien insérés dans la société, occupent des emplois similaires aux héros et héroïnes standards, « possèdent de bonnes valeurs morales et sont peu susceptibles de présenter un comportement stéréotypé »,. Néanmoins, ils restent marqués par une tradition différente, héritée de leur histoire aux États-Unis. Cela ressent dans leur langage : ils utilisent fréquemment certains mots ou expressions, tels que « Lord », « C'est pas vrai ! », « dérangé » et « ne te mets pas en colère ». Les personnages ont également des gestes et attitudes récurrents, ils « roulent des yeux ou regardent le ciel pour exprimer l'incrédulité, le dégoût, la désapprobation »,.
La première série de romances multiculturelles « latino » est lancée en 1999 sous le nom Encanto par la maison d'édition Kensington. Elles paraissent sous forme de deux versions : bilingue anglaise/espagnole et espagnole uniquement. Deux romances sont publiées chaque mois jusqu'à l'arrêt de la série en 2002. Plusieurs auteurs d'Encanto, Sylvia Mendoza, Tracy Montoya, Caridad Pineiro, Berta Platas, Lara Rios et Lynda Sandoval continuent d'écrire des romances avec des protagonistes aux noms latinos.
Bien que les romances avec des personnages afro-américains ou hispaniques sont devenues très populaires, les héros asiatiques ou américano-asiatiques restent rares. Pour l'auteur Tess Gerritsen, cela résulte du faible nombre de lectrices américano-asiatiques or « chaque lectrice doit pouvoir s'identifier à l'héroïne »,. De même, elle tente de retrouver dans le héros « l'incarnation de [ses] propres désirs inconscients ».

### Romance érotique

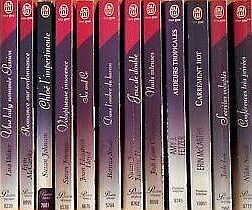
La collection Passion intense de J'ai lu contient des romances historiques et contemporaines érotiques.

La romance érotique (erotic romance) est un mélange de romance et de roman érotique. Il se caractérise par un contenu sexuellement plus explicite et peut contenir des éléments de n'importe quel sous-genre. En règle générale, il utilise un langage plus cru, délaissant les euphémismes utilisés dans les livres du genre. Les moments passionnés entre les personnages sont beaucoup plus nombreux, il s'agit d'actes sexuels et non d'une scène d'amour traditionnelle de plus. Ils peuvent inclure des positions ou des actes inhabituels dans ce genre littéraire. Malgré cela, la romance érotique ne peut se confondre avec la pornographie ou un roman érotique. En effet, tandis que les romans pornographiques ou érotiques se focalisent uniquement sur les actes sexuels, la romance érotique n'oublie pas les sentiments des personnages, elle reste avant tout une romance.
Les romances érotiques sont publiées aussi bien en tant que romans que sous forme de nouvelles. Certaines d'entre elles appartiennent à la série Harlequin Blaze, d'autres font partie de recueils. Cependant dans ce sous-genre, même des romans de « littérature générale » peuvent être aussi courts que des nouvelles. Il existe plusieurs éditeurs qui publient régulièrement des romances érotiques : Samhain Publishing, Avon Red, Black Lace, Spicy d'Harlequin et Ellora's Cave (en).
Une majeure partie de ces éditeurs sont des small presses ou spécialisés dans le livre numérique. Avec ces éditeurs, les écrivains ont généralement plus de latitude pour inclure dans leurs romans les actes érotiques qu'ils souhaitent. Le marché de la romance érotique a rapidement progressé, poussant certains éditeurs à créer de nouvelles séries pour ce type de livres. Ellora's Cave est devenu le premier éditeur électronique dont la légitimité est reconnue par l'association Romance Writers of America. Toutefois, même dans ce sous-genre, certains sujets sont encore considérés comme tabous. Des thèmes comme la pédophilie, l'inceste et la zoophilie sont découragés par tous les éditeurs.
Le genre connaît la consécration avec le succès phénoménal de la trilogie Cinquante nuances de Grey par E. L. James. « Traduite dans 50 langues, […] vendue à plus de 100 millions d'exemplaires dans le monde » et adaptée au cinéma en 2015, elle fait l'objet d'études universitaires et d'analyses littéraires et journalistiques sans précédent pour ce type de roman d'amour. À cette occasion, les surnoms « mommy Porn » (« porno de la ménagère »), « porno soft », etc., ont été utilisés par les médias pour désigner des romances érotiques comme la trilogie, voire l'ensemble du genre,.

### New Adult
Le New Adult (en) (ou le NA) est un genre souvent associé à la romance, mais il peut également être présent dans d'autres genres, puisqu'il met en scène des jeunes adultes de 18 à 30 ans qui expérimentent les premières expériences de la vie adulte. Le New Adult est un terme qui a été créé en réponse au Young Adult afin de désigner des ouvrages qui s'adressent à un public un peu plus âgé que celui-ci. C’est une littérature qui s’adresse directement à ses lecteurs en touchant à leurs préoccupations. Les romans parlent de la perte des illusions, de la sexualité, de la notion de choix et de sacrifice. On mise tout sur la réalité. Le point de vue du New Adult est le plus souvent un point de vue féminin, de la femme qui vit l'histoire.
Le New Adult ou New Romance a pour objet de raconter une histoire d'amour, avec un ancrage contemporain, une fin heureuse et des scènes de sexe explicites si cela est nécessaire à l'histoire et si l'auteur le souhaite. 
Le terme est né à la suite de l'appel à texte de l'éditeur St. Martin's Press qui cherchait de la littérature jeune adulte (YA), mais orienté vers un public plus vieux. À la suite de cet appel à texte, le genre est vite devenu populaire, notamment grâce à l'auto-édition. Les titres les plus connus de cette première vague de publications sont Slammed de Colleen Hoover, Easy de Tamara Webber et Beautiful Disaster de Jamie McGuire. En France, Milady a réédité The Edge of Never de J.A. Redmerski sous le titre Loin de tout qui a également décroché le Prix des Lectrices en 2014. Depuis, ce genre ne cesse de gagner en popularité.

## Le cas particulier de la dark romance
Dans le prolongement de la romance New Adult, la dark romance (« romance sombre ») met en scène des adultes de tous âges, principalement jeunes. Les thématiques traitées sont toutefois différentes, portant sur des aspects plus sombres, notamment la vengeance, le pardon, et les traumatismes psychologiques issus d'enfances difficiles, ce qui rapproche ce genre du drame psychologique. Sous-genre de la littérature sentimentale, la dark romance entre dans la catégorie des romances interdites, mettant en scène des relations parfois condamnées par la morale ou par la loi. Dans ce genre littéraire à la frontière entre amour, désir et violence, l'auteur joue avec les limites de la morale et le franchissement de l'interdit. 
Née en 2013 aux États-Unis d’abord par le biais de l'auto-édition avec les séries Monsters in the Dark de Pepper Winters (en) ou The Artists Trilogy de Karina Halle, le succès de ce sous-genre lui a permis d'être rapidement repris par les principales maisons d’éditions américaines telles que Random House et Grand Central. Si quelques titres sont parus en France, tels que Captive in the Dark, le diptyque de C.J. Roberts, publié en 2015 chez Pygmalion, il faut attendre 2017 pour que les premiers titres se revendiquant ouvertement de ce genre paraissent, sous l'impulsion de la collection &H qui publie Dark romance, de Penelope Douglas.
Ce genre connaît de nombreux détracteurs au sein du monde de la romance (des auteures aux lectrices) et beaucoup considèrent qu'il usurpe le terme romance. En effet, plusieurs romans de dark romance sont dénués notamment de fin heureuse, qui est pourtant un élément fondamental du genre,. Certains restent sceptiques sur ce genre qu'ils considèrent comme une littérature qui érotise la maltraitance.